# Waldemar Graciano
Waldemar Graciano, mais conhecido como Jacaré (São Paulo, 4 de fevereiro de 1938 — Innsbruck, 6 de dezembro de 2010), foi um futebolista brasileiro que atuou grande parte de sua carreira no Fußballklub Austria Wien da  Áustria.
Ele foi um dos primeiros futebolistas negros a jogar em um clube austríaco.
Waldemar Graciano e o autor do livro A arte e a técnica do futebol (Ed. Roswitha Kempf, São Paulo, 1984).